# Silent Call
Silent Call sind eine schwedische Progressive-Metal-Band.
Silent Call wurden 2006 von Daniel Ekholm und Patrik Ulfström gegründet, die sich schon Anfang der 1990er-Jahre kennengelernt und seitdem schon lange zusammen in einer Band namens Satin's Lace gespielt hatten.
Mikael Kvist kam bei der Bandgründung als Schlagzeuger dazu, Tobbe Moen als Bassist.
Als Sänger nahmen sie den ehemaligen Seventh Wonder-Sänger Andi Kravljaca auf. Er hatte mit Kvist zusammen bei der Band Elsephere gespielt.
Die Band nahm eine Demo namens "Divided" auf, die 2007 veröffentlicht wurde und der Band einen Plattenvertrag mit dem britischen Label Escape Music brachte. Das Debütalbum "Creations from a Chosen Path" erschien im Jahr 2008. 2010 veröffentlichte die Band den Nachfolger Greed.

## Diskografie
- Divided, Demo, 2006
- Creations From A Chosen Path, 2008
- Greed, 2010
- Truth's Redemption, 2014